# Oodnadatta
Oodnadatta (277 habitants dont 103 aborigènes) est un hameau du nord de l'Australie-Méridionale, à 1 011 km au nord d'Adélaïde, à 112 m d'altitude. Il peut être atteint soit par une route non goudronnée à partir de Coober Pedy, soit par une piste, l'Oodnadatta Track, depuis Marree.
Le nom du village vient d'un mot de la langue arrernte utnadata, signifiant « fleur de mulga ».
Le village possède un relais routier, The Pink Roadhouse, où l'on peut trouver magasin général, essence, poste, hôtel-restaurant et, avec beaucoup d'humour, quelques canoës.
Le village possède le record de température de toute l'Australie : 50,7 °C le 2 janvier 1960.
Au nord de la localité se trouve le cratère de Mount Toondina, un cratère d'impact.